# Copipanolis fasciata
Copipanolis fasciata är en fjärilsart som beskrevs av Smith 1892. Copipanolis fasciata ingår i släktet Copipanolis och familjen nattflyn. Inga underarter finns listade i Catalogue of Life.